# Hylophilodes buddhae
Hylophilodes buddhae är en fjärilsart som beskrevs av Alphéraky 1897. Hylophilodes buddhae ingår i släktet Hylophilodes och familjen trågspinnare. Inga underarter finns listade i Catalogue of Life.